# Sittard

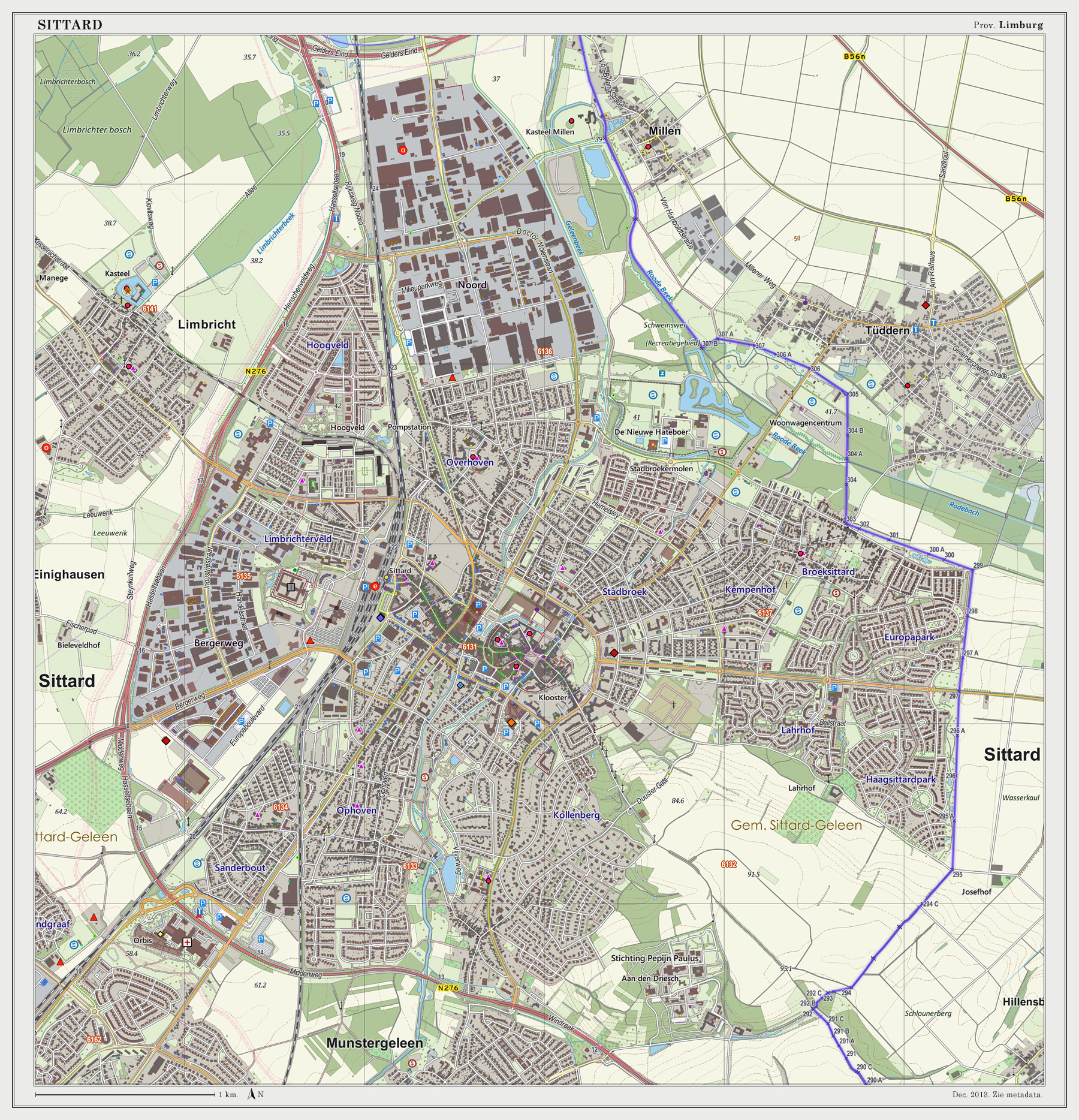
Topografische kaart van Sittard (woonplaats), dec. 2013

Sittard (Limburgs: Zitterd) is een stad en voormalige gemeente in Nederlands-Limburg, in het overgangsgebied tussen Midden-Limburg en het Zuid-Limburgse heuvelland. 
Het is een van de oudste plaatsen in het huidige Nederland. Daarnaast is het de op twee na oudste stad (in de zin van plaats die ooit formeel stadsrechten heeft gekregen) op het grondgebied van het huidige Nederlands Limburg (1243), na Maastricht (de facto in 1229) en Roermond (1232).
Sittard vormt sinds 2001 tezamen met het zuidwestelijk aangrenzende, in de voormalige Westelijke Mijnstreek gelegen gemeente Geleen en de gemeente Born, de gemeente Sittard-Geleen. Door deze fusie is de gemeente Sittard-Geleen qua inwonertal (ongeveer 92.650) de derde van de provincie geworden.

## Etymologie
De naam Sittard is vermoedelijk afgeleid van Siter, wat verder valt te herleiden tot het Oudhoogduitse sîte, "hoogte" of "berghelling". De plaats ligt inderdaad tegen een helling, de Kollenberg. Dit gebied is gunstig gelegen tussen de Geleenbeek en de Roode Beek.
Een andere, minder aannemelijke verklaring is dat de naam Sittard is afgeleid van secretarium, wat Middellatijn is voor "bosgedeelte bestemd voor houtkap".

## Geschiedenis
Het oorspronkelijke achterland van Sittard vormt het historische Land van Zwentibold rond de Graetheide. De geschiedenis van het huidige Sittard gaat ongeveer terug tot de zevende eeuw. Deze geschiedenis hebben de stad en de streek echter niet gedeeld met het tegenwoordige Zuid-Limburg. Sittard, Born en Susteren hebben maar gedurende relatief korte tijd deel uitgemaakt van het Hertogdom Limburg; deze drie plaatsen hebben vanaf 1400 een Gulikse geschiedenis.
De rechtstreekse voorloper  van Sittard is vermoedelijk ontstaan in de Karolingische tijd, tussen 700 en 1000, al zijn er ook al duidelijke sporen van bewoning in de Merovingische periode. De plaats wordt voor het eerst als Sitter vermeld in 1157. Op de betreffende plek ontstonden destijds drie nederzettingen: Haagsittert, Broeksittard en het huidige Sittard.
Sittard groeide vanaf de 11e eeuw sterk uit. De plaats kreeg in 1243 stadsrechten van hertog Hendrik IV van Limburg. In de eeuwen daarna leed de stad geregeld oorlogsschade. In 1677, ten tijde van de Hollandse Oorlog, werd zij in een door Franse troepen aangestoken stadsbrand bijna volledig verwoest.
In de loop der eeuwen hoorde Sittard, samen met een groot deel van de omgeving, beurtelings bij het hertogdom Gulik, de Eerste Franse Republiek, het Eerste Franse Keizerrijk (département de Roër), het Verenigd Koninkrijk der Nederlanden, België (in de periode 1830-39) en de Duitse Bond. Pas in 1867 werd de stad definitief bij Nederland gevoegd.
Tijdens de Tweede Wereldoorlog bleef Sittard betrekkelijk onbeschadigd, tot aan de bevrijding in september 1944. De stad was hierna nog maandenlang een frontstad. 
In de jaren 60 en 70 van de 20e eeuw is het centrum van Sittard sterk gesaneerd, waarbij veel oude gebouwen zijn vervangen door moderne. Ook is er een geheel nieuw winkelcentrum aangelegd. Zodoende is er van de geschiedenis van de stad weinig meer direct zichtbaar.

## Inwonertal
In 2023 telde de stad Sittard 37.490 inwoners. Op een oppervlakte van 1798 hectare land is dat een bevolkingsdichtheid van 2077 inwoners/km². Van de voormalige gemeente Sittard maakten tussen 1982 en 2001 naast Sittard zelf ook de kleinere kernen Broeksittard, Einighausen, Guttecoven, Limbricht, Munstergeleen en Windraak, (met gezamenlijk zo'n 12.000 inwoners) deel uit. Ten tijde van haar opheffing op 1 januari 2001 had de gemeente Sittard meer dan 49.000 inwoners en Geleen bijna 34.000.

## Ligging
Sittard ligt ingeklemd tussen twee rijksgrenzen in de zogenoemde "flessenhals" van de provincie Limburg, waar het Nederlandse grondgebied nog geen tien kilometer breed is. In het oosten en noordoosten grenst Sittard aan Duitsland, nabij de gemeente Selfkant, en in het westen aan de Maas, die de grens met België vormt. 
Sittard ligt tevens op het noordelijke uiteinde van het Plateau van Graetheide en het Plateau van Doenrade, waartussen het Geleenbeekdal gelegen is.

## Dialect
Het Zittesj, het traditionele stadsdialect van Sittard, behoort taalkundig tot de Oost-Limburgse dialecten. Het meest kenmerkend aan dit dialect is de zogeheten Sittardse diftongering.

## Bezienswaardigheden
Een deel van Sittard is geklasseerd als beschermd stadsgezicht. Het oude stratenplan in het centrum is nog duidelijk aanwezig. Ook de omwalling is nog grotendeels zichtbaar en een wandelpad voert over een deel van dit tracé.

### Kerken en kapellen
- De Basiliek van Onze-Lieve-Vrouw van het Heilig Hart, van 1877, aan de Oude Markt in Sittard-Centrum
- De Sint-Petrus' Stoel van Antiochiëkerk, uit de 14de eeuw, in Sittard-Centrum
- De Sint-Michielskerk, kloosterkerk van 1660, in Sittard-Centrum.
- De voormalige Hervormde kerk, van 1680, in Sittard-Centrum
- De Gemmakerk in de wijk Sanderbout, van 1952.
- De Antonius van Paduakerk in de wijk Ophoven, van 1918.
- De Christus' Hemelvaartkerk in de wijk Vrangendael, van 1965.
- De Sint-Jozefkerk in de wijk Stadbroek, van 1954, gesloopt in 2001
- De Onze-Lieve-Vrouw Geboortekerk in de wijk Broeksittard, van 1934
- De Bernadettekerk in de wijk Baandert, van 1966
- De Sint-Pauluskerk in de wijk Limbrichterveld, van 1986
- De Christus Koningkerk in de wijk Leyenbroek, van 1928
- De Heilig Hart van Jezuskerk in de wijk Overhoven, van 1929-1931
- De Sint-Rosakapel van 1675, op de Kollenberg
- De Mariakapel, van 2008
- De Jezuïetenkapel, neogotische voormalige kerkhofkapel nabij Ursulinenhof, met fresco van Jo Havenith uit 2017 en een gedenksteen met namen van hier ooit begraven Jezuïeten.
- De Koningin des Hemelskapel, bakstenen kapel aan De Wieer, tegenoven nummer 4.
- De Onze-Lieve-Vrouw-van-Smartenkapel, kapel in baksteen en natuursteen, op de Kollenberg
- Het Mariapark, neogotisch bouwwerk van 1891, aan Oude Markt in Sittard-Centrum
- De Johanneskerk, protestantse kerk van 1966
- De Nieuw-Apostolische kerk, van 1936
- De Kerk van het Apostolisch Genootschap, van 1955

### Kloosters
- Huis Watersley, 1752 en 1897, kloostercomplex ten zuidoosten van het centrum, voornamelijk Franciscanen, vanaf 1967 zorginstelling, nabij de Kollenberg
- Dominicanenklooster, 1657, klooster en school, verbonden met Sint-Michaëlskerk, in Sittard-Centrum.
- Klooster Sint Agnetenberg, aan Plakstraat 24 in Sittard-Centrum, oorspronkelijk Dominicanessenklooster.
- Klooster van de Missiezusters van Onze-Lieve-Vrouw van de Apostelen aan Weidom 2, in Broeksittard
- Klooster van de Missionarissen van het Heilig Hart aan Leyenbroekerweg 111-113 in de wijk Leyenbroek
- Gemmaklooster, aan Leyenbroekerweg 52, in de wijk Leyenbroek
- Klooster van de Zusters van de Goddelijke Voorzienigheid, aan Walramstraat 23, in de wijk Sittard-Centrum
- Klooster van de Dochters van Onze Lieve Vrouw van het Heilig Hart, aan Oude Markt 18-20 in Sittard-Centrum, van 1890
- Klooster van de Karmelietessen van het Goddelijk Hart van Jezus, van 1925, op kruising Kollenberg en Leyenbroekerweg, met glas-in-loodramen van Jos Hermans.
- Ursulinenklooster, van 1642 en 1860, aan Oude Markt 5 in Sittard-Centrum
- Klooster Mariahof, van 1936-1937, aan Geldersestraat 26 in de wijk Overhoven
- Klooster van de Paters van het Heilig Hart van Jezus van Bétharram, van 1926, aan Geldersestraat 39 in de wijk Overhoven

### Verdedigingswerken
- Vestingwerken van Sittard met Fort Sanderbout.

### Woonhuizen
- Het Kapittelhuis, een voormalig kanunnikenhuis uit de 17e of 18e eeuw.
- Gruizenstraat 7-9 is een vakwerkhuis met uitgekraagde bovenverdieping, met het jaartal 1593.
- Markt 20, een hoekhuis van ongeveer 1600, met overkraagde vakwerkzijgevel, in 1971-1972 gerestaureerd.
- Limbrichterstraat 16, twee aaneengebouwde huizen met overkraagde bovenverdieping in vakwerk uit de 17e eeuw, en moderne pui.
- Ophoven 3, met uitkragende vakwerkverdieping en bakstenen benedenbouw.
- Kloosterplein 4, oorspronkelijk een 17e-eeuwse tiendschuur van het kapittel, met drie graanzolders. Een deel werd na een brand van 1880 hersteld.
- Kritzraedthuis aan Rosmolenstraat 2, van 1620.
- Helstraat 3, van 1630. Bakstenen huis met puntgevel.
- Helstraat 39-41, van 1627

Hiernaast tal van andere monumentale woonhuizen, deels van latere datum, deels met slechts in de kern nog elementen van oudere datum.

### Boerderijen
- Dorpstraat 35 te Broeksittard, hoeve van 1781,
- Dorpstraat 42 te Broeksittard, oorspronkelijk 17e-eeuwse gesloten hoeve, vakwerk aan de binnenplaats.
- Kruisstraat 28 te Broeksittard, gesloten hoeve, mogelijk 1747, vakwerk aan de binnenplaats.
- Hoeve Lahrhof, aan Lahrstraat 93, van 1760, aan de voet van de Kollenberg
- Hoeve Bergerhof, gesloten hoeve met poortgebouw, in Stadspark Sittard.
- Ophoven 3, in Ophoven.
- Ophovenerhof, aan Molenweg 53 in de wijk Ophoven. Bakstenen gesloten hoeve, van 1763.
- Molenweg 22 in de wijk Ophoven. Bakstenen hoeve met vakwerk, kern 17e-eeuws, gevel met inrijpoort van 1802.
- Watersleyhof, aan Watersley 2. Gesloten bakstenen hoeve, vermeld in de 16e eeuw, huidige gebouwen 18e en 19e eeuw, schuur van 1856.

### Musea
- Museum De Domijnen, tot 2015 "Het Domein": stedelijke archeologie en geschiedenis, aan Kapittelstraat 6.
- Museum Het Nieuwe Domein: hedendaagse kunst, aan Ligne 5.

### Molens
- Ophovenermolen, watermolen op de Geleenbeek. Deze bevindt zich aan de rand van het Stadspark Sittard, aan Molenweg 56.
- Stadbroekermolen, watermolen op de Molenbeek, aan de Jacqueline Roufsweg 1.
- Molen van Hochstenbach, aan Paardestraat 40.

## Galerij

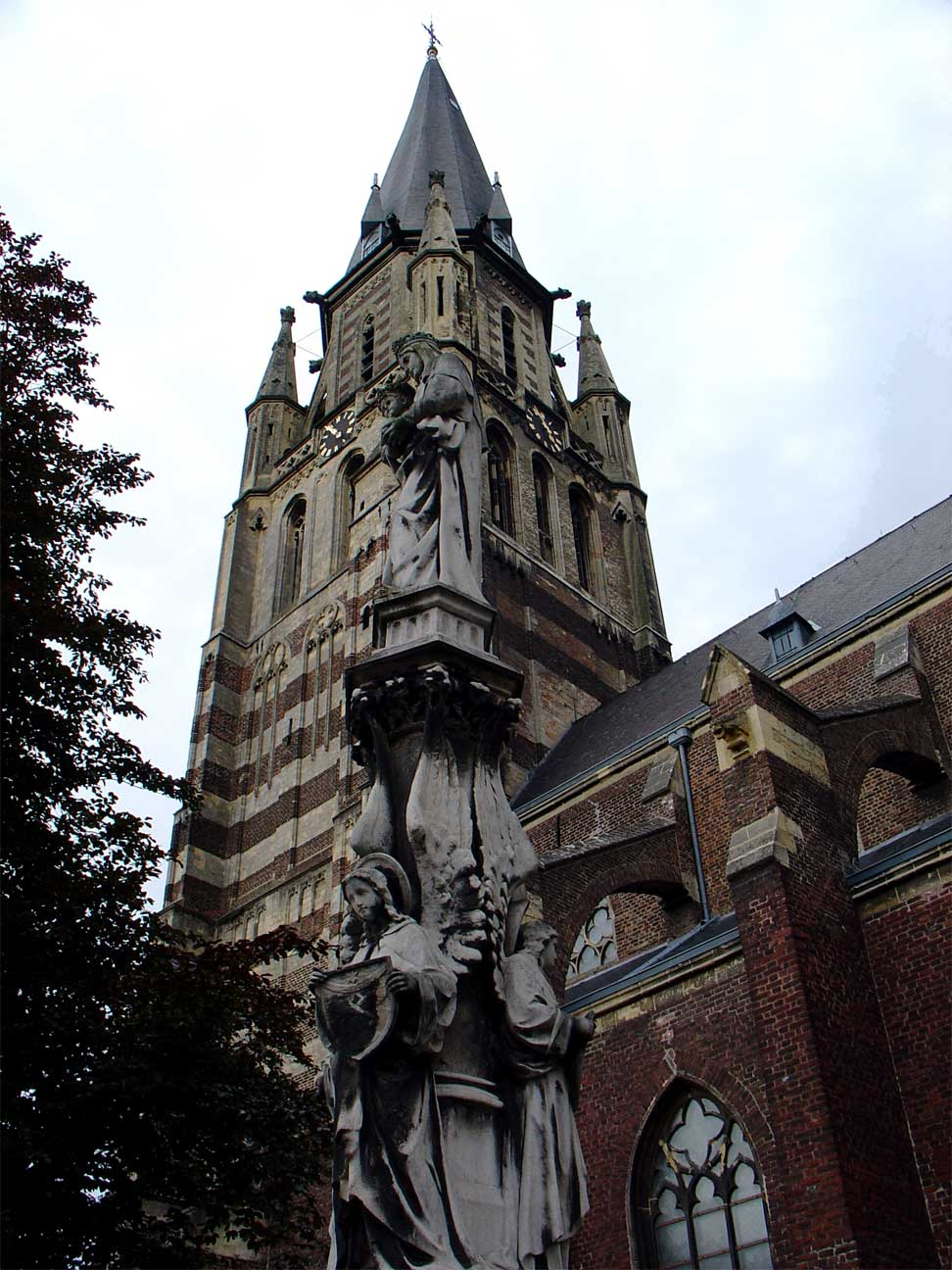
Petrus Stoel van Antochiëkerk te Sittard
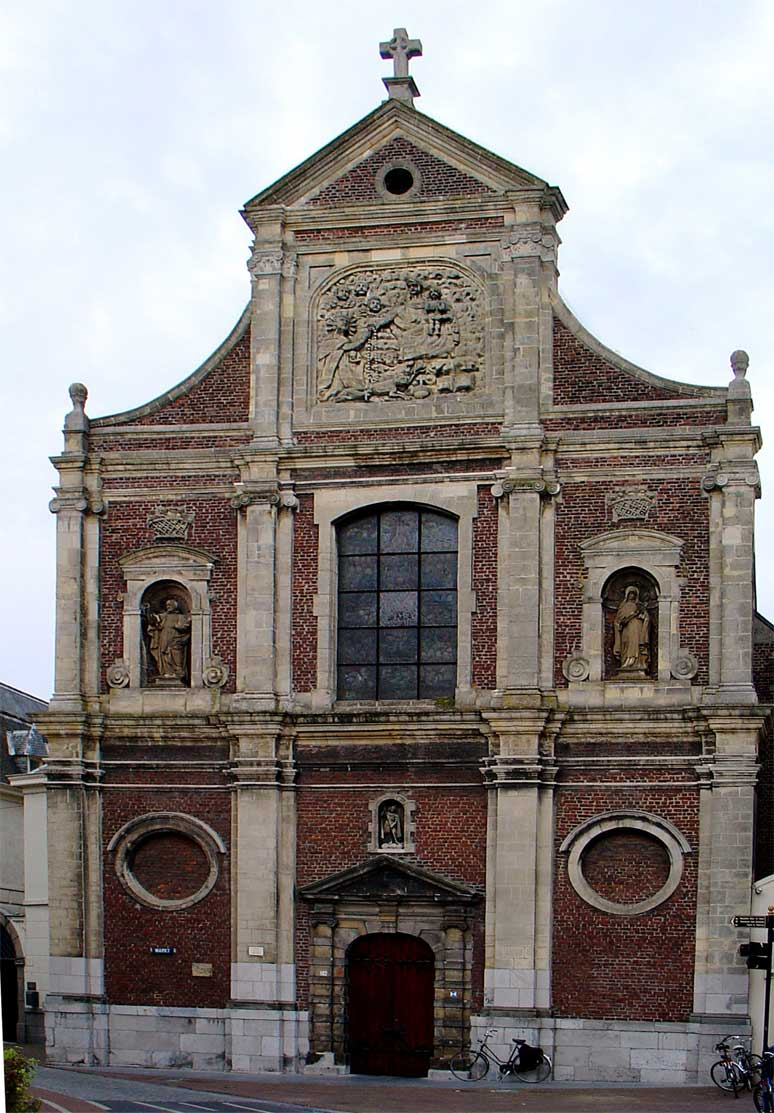
Sint Michaëlskerk te Sittard
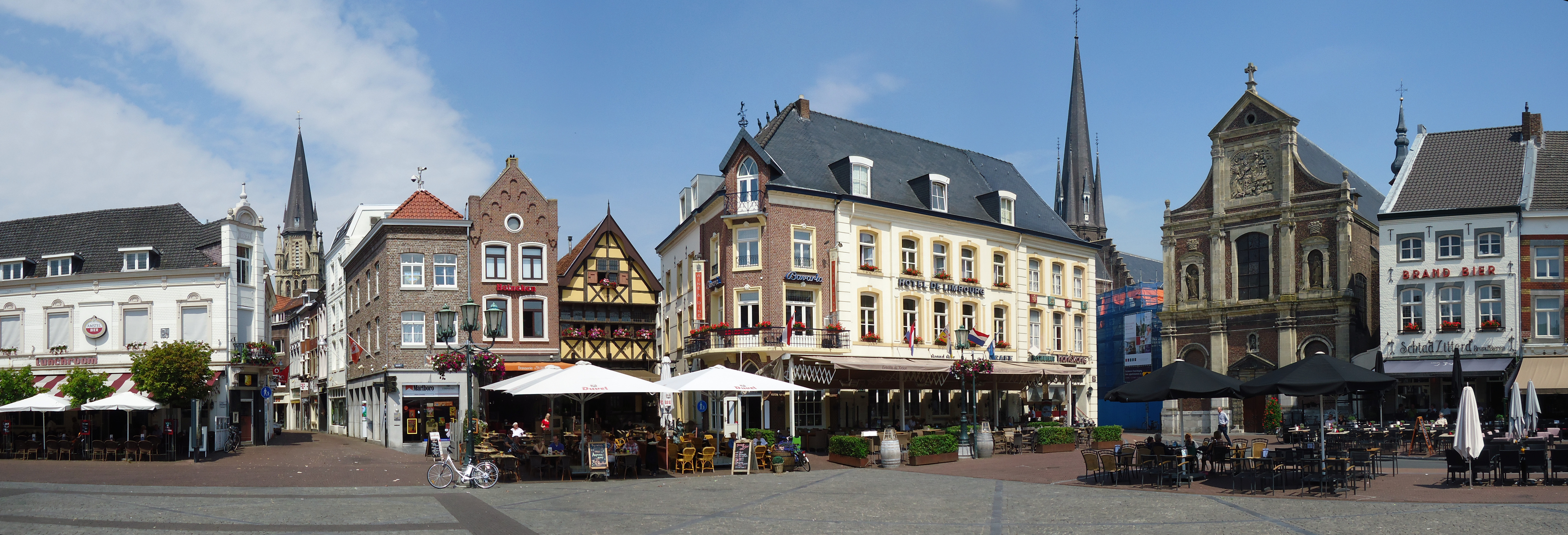
Panormama vanaf de Markt, 2011
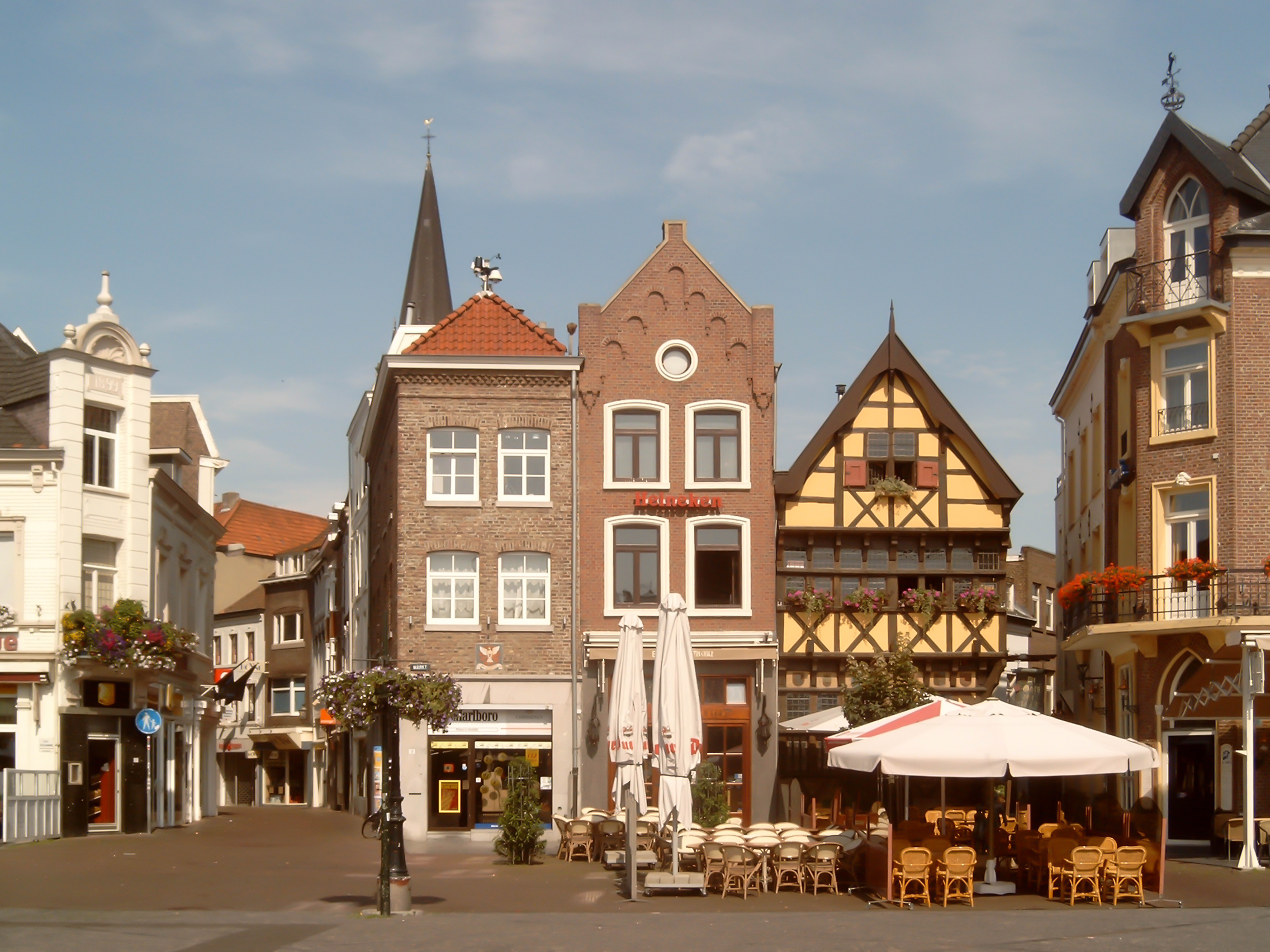
Enkele monumentale panden aan de Markt, 2007
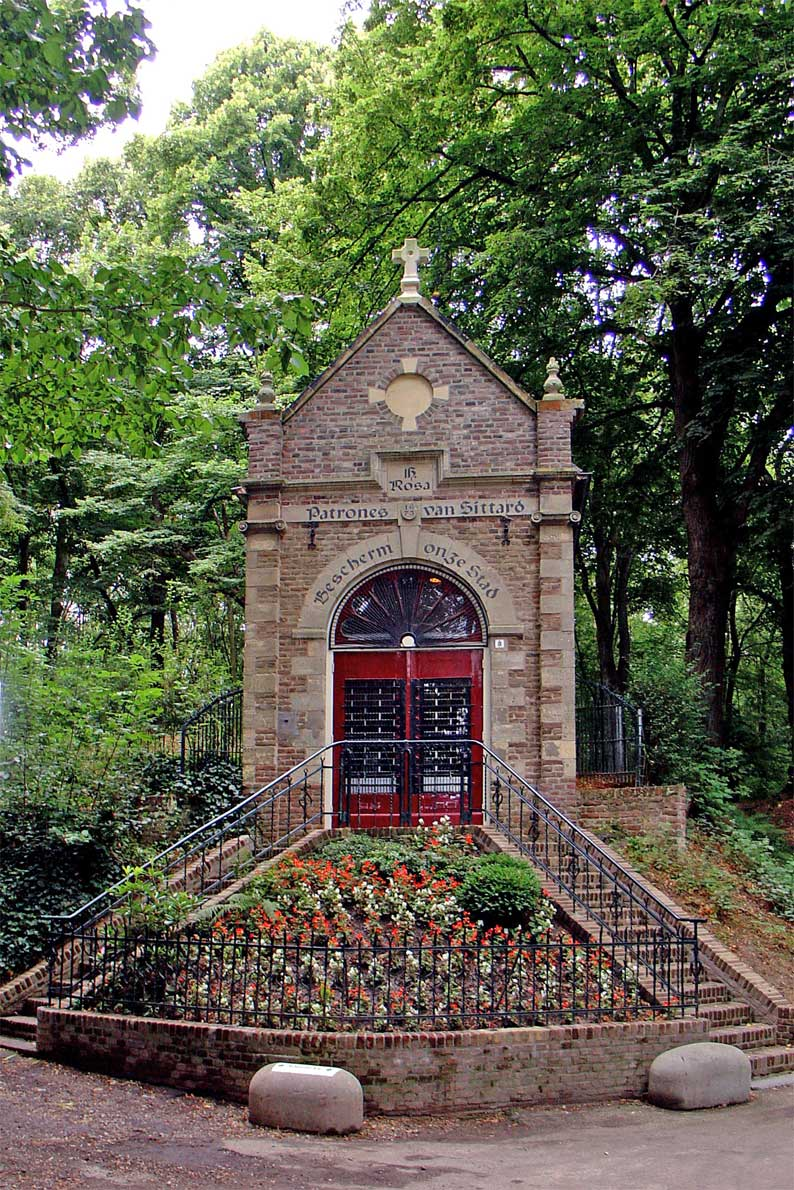
Sint-Rosakapel, gewijd aan St. Rosa de patrones van Sittard
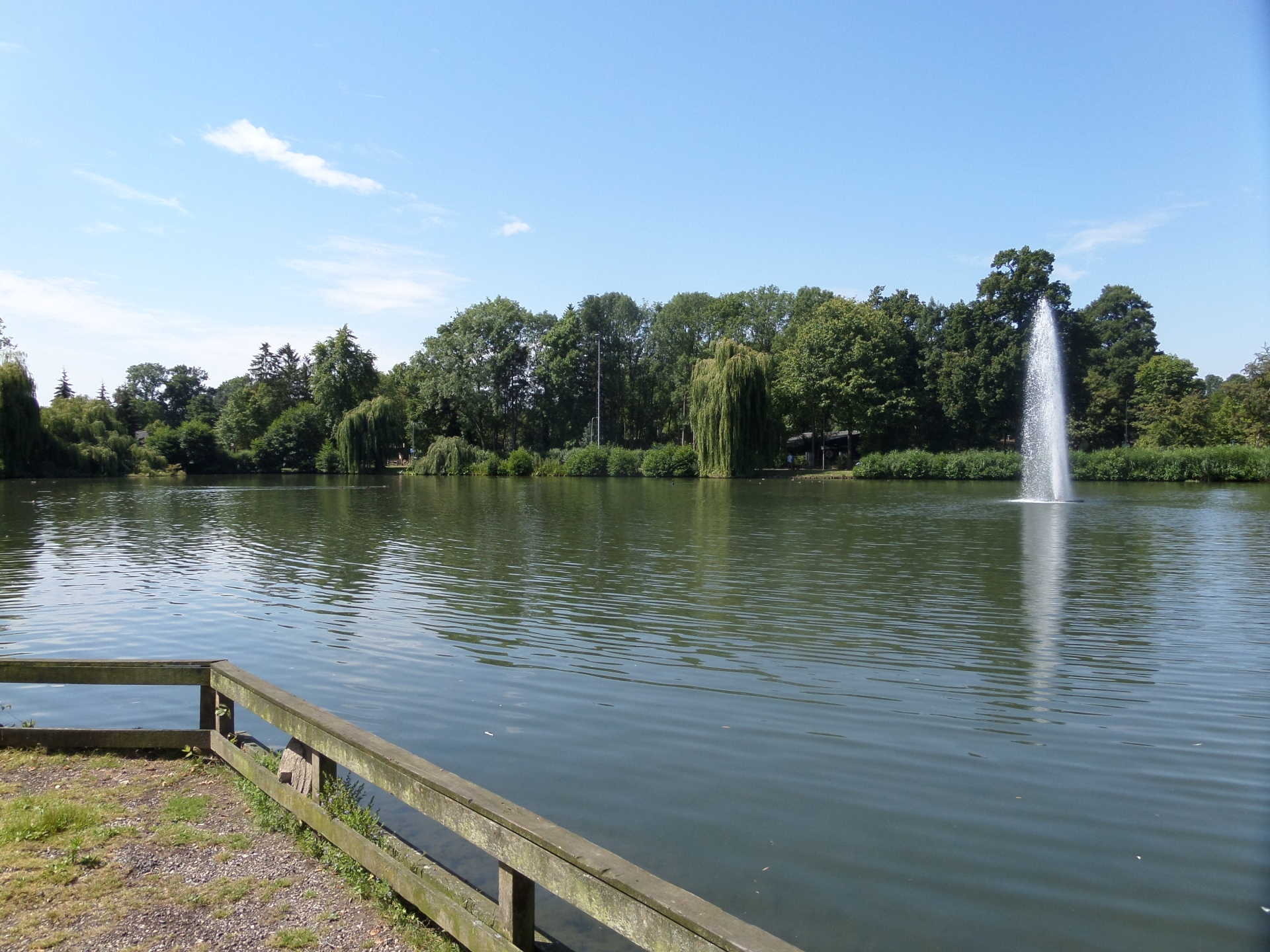
De roeivijver in het stadspark.
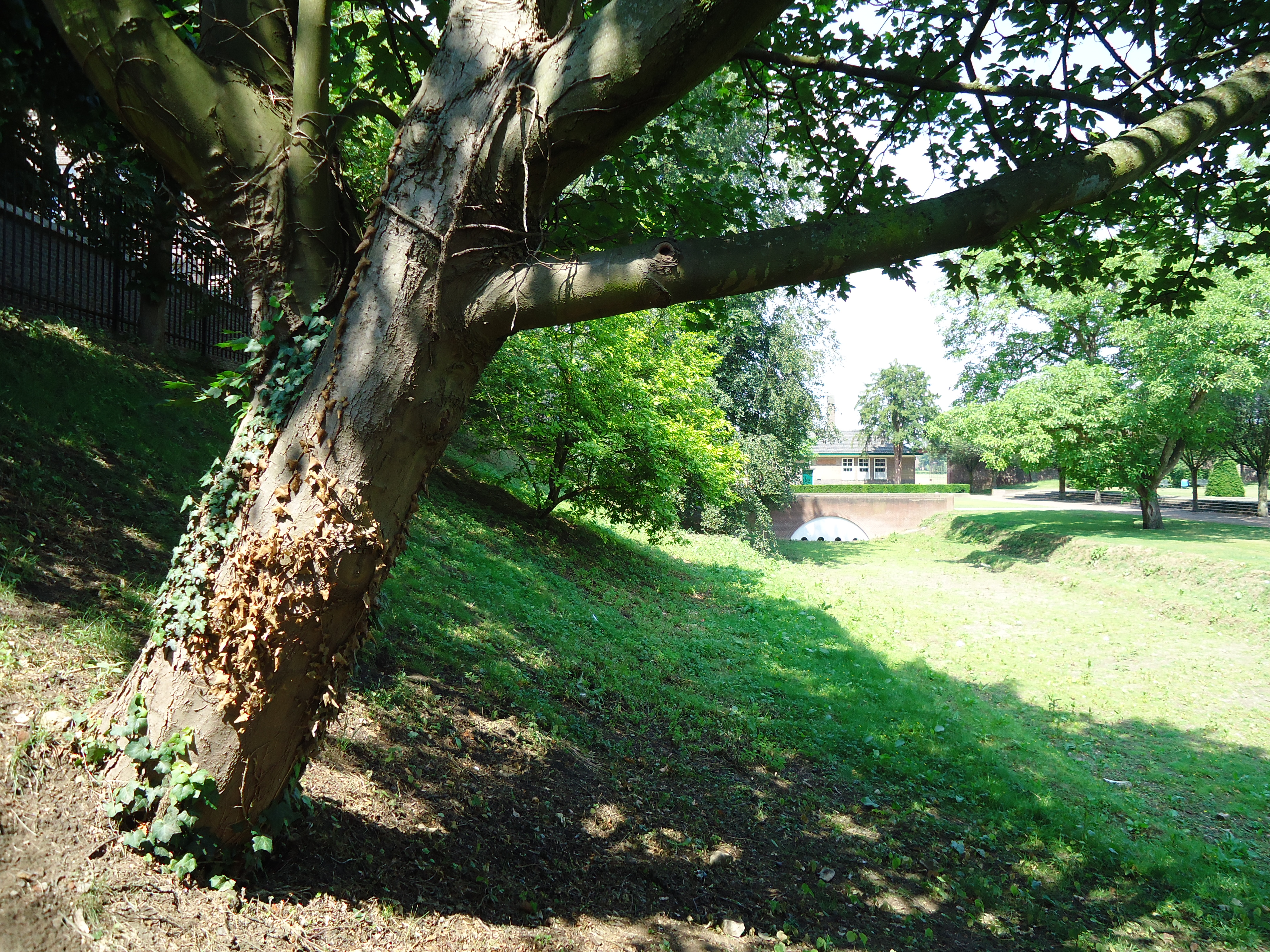
Stadswal
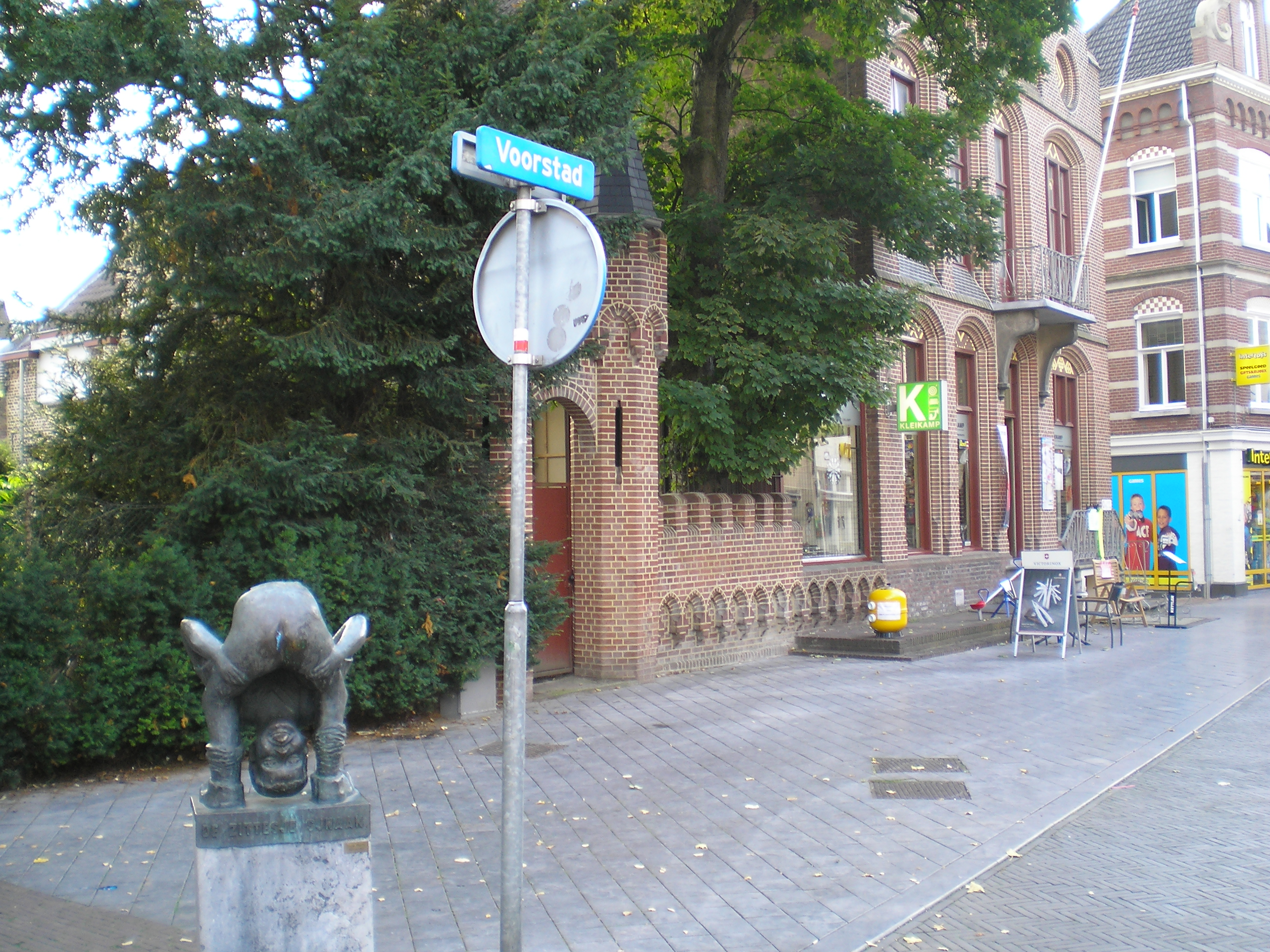
Voorstad 2

## Natuur en landschap
Sittard ontwikkelde zich in en nabij het dal van de Geleenbeek, met parallel daaraan de gegraven Molenbeek. In het centrum is de Molenbeek geheel overkluisd. De Geleenbeek wordt vanaf de aftakking van de Molenbeek tot het weer samenvloeien de Keutelbeek genoemd, en is over een lengte van ongeveer 200 meter overkluisd in het centrum. Ten zuiden van het centrum bevindt zich in dit dal het Stadspark Sittard. De hoogte bedraagt ongeveer 45 meter boven NAP in het centrum. Naar het zuidoosten neemt de hoogte snel toe in de richting van de Kollenberg, behorend tot het Plateau van Doenrade en 100 meter hoog. Ook aan de westzijde loopt de hoogte enigszins op: Het Plateau van Graetheide verheft zich daar tot ongeveer 55 meter hoogte.
In het noordoosten vormt de Roode Beek de grens met Duitsland. Hier ligt het Parkbos Millen nabij Kasteel Millen.

### Heuvels
Een typisch gebruik bij veel toponiemen in Nederland is dat men een heuvel als berg benoemt. Zo kent ook Sittard verschillende 'bergen':
- Op de Kollenberg staat de eeuwenoude Sint-Rosakapel. De Kollenberg is ook bekend vanwege het Maske Begrave (gezamenlijk begraven van de carnavalsmaskers aan het einde van de carnaval), alsmede het jaarlijkse krombroodrapen.
- De Auveleberg, vermoedelijk een Romeinse grafheuvel, die in de jaren zestig van de 20e eeuw is afgegraven.

## Klimaat
| Maand                                                                                        | jan  | feb  | mrt  | apr  | mei  | jun  | jul  | aug  | sep  | okt  | nov  | dec  | Jaar |
| -------------------------------------------------------------------------------------------- | ---- | ---- | ---- | ---- | ---- | ---- | ---- | ---- | ---- | ---- | ---- | ---- | ---- |
| Hoogste maximum (°C)                                                                         | 12,1 | 13,8 | 18,7 | 23,2 | 26,6 | 30,5 | 32,2 | 32,8 | 28,1 | 24,3 | 17,6 | 12,6 | 32,8 |
| Gemiddeld maximum (°C)                                                                       | 6,0  | 7,1  | 11,0 | 15,0 | 18,9 | 21,4 | 24,0 | 24,2 | 20,5 | 16,4 | 10,4 | 6,6  | 15,2 |
| Gemiddeld minimum (°C)                                                                       | 0,5  | 0,5  | 2,5  | 4,5  | 8,1  | 10,6 | 12,7 | 12,6 | 10,1 | 6,9  | 3,7  | 1,4  | 6,2  |
| Laagste minimum (°C)                                                                         | −6,5 | −5,4 | −3,4 | −2,3 | 1,0  | 4,3  | 7,3  | 6,9  | 4,2  | −1,1 | −2,7 | −5,5 | −6,5 |
|                                                                                              |      |      |      |      |      |      |      |      |      |      |      |      |      |
| Neerslag (mm)                                                                                | 57   | 50   | 48   | 41   | 56   | 52   | 57   | 49   | 50   | 50   | 51   | 62   | 623  |
| Zonuren (uur/dag)                                                                            | 4,8  | 5,9  | 7,0  | 7,8  | 8,3  | 8,4  | 8,9  | 9,5  | 8,4  | 8,4  | 5,5  | 4,2  | 7,3  |
| Bron: https://www.buienradar.nl/weer/sittard/nl/2747203/klimaat (geraadpleegd op 7 mei 2021) |      |      |      |      |      |      |      |      |      |      |      |      |      |

## Verkeer en vervoer
Sittard ligt sinds de jaren zestig enkele kilometers van de autosnelweg A2, via welke Eindhoven in minder dan een uur te bereiken is en Maastricht in ruim 25 minuten. De provinciale weg N276, die in het westen en in het zuiden de rand van de stad vormt, verbindt in noordelijke richting met Roermond en in oostelijke richting met Brunssum. In westelijke richting sluit Geleen bovendien aan op het knooppunt Kerensheide, waar de autosnelweg richting Brussel/Antwerpen en Keulen, de A76, de A2 ontmoet. Alle drie deze steden zijn in ongeveer een uur te bereiken. Ook dichterbij gelegen steden als Heerlen en Aken zijn via de A76 bereikbaar. Sinds 2017 is Sittard via de N297 en de Duitse B56 en A46 verbonden met Düsseldorf, wat in minder dan een uur te bereiken is.

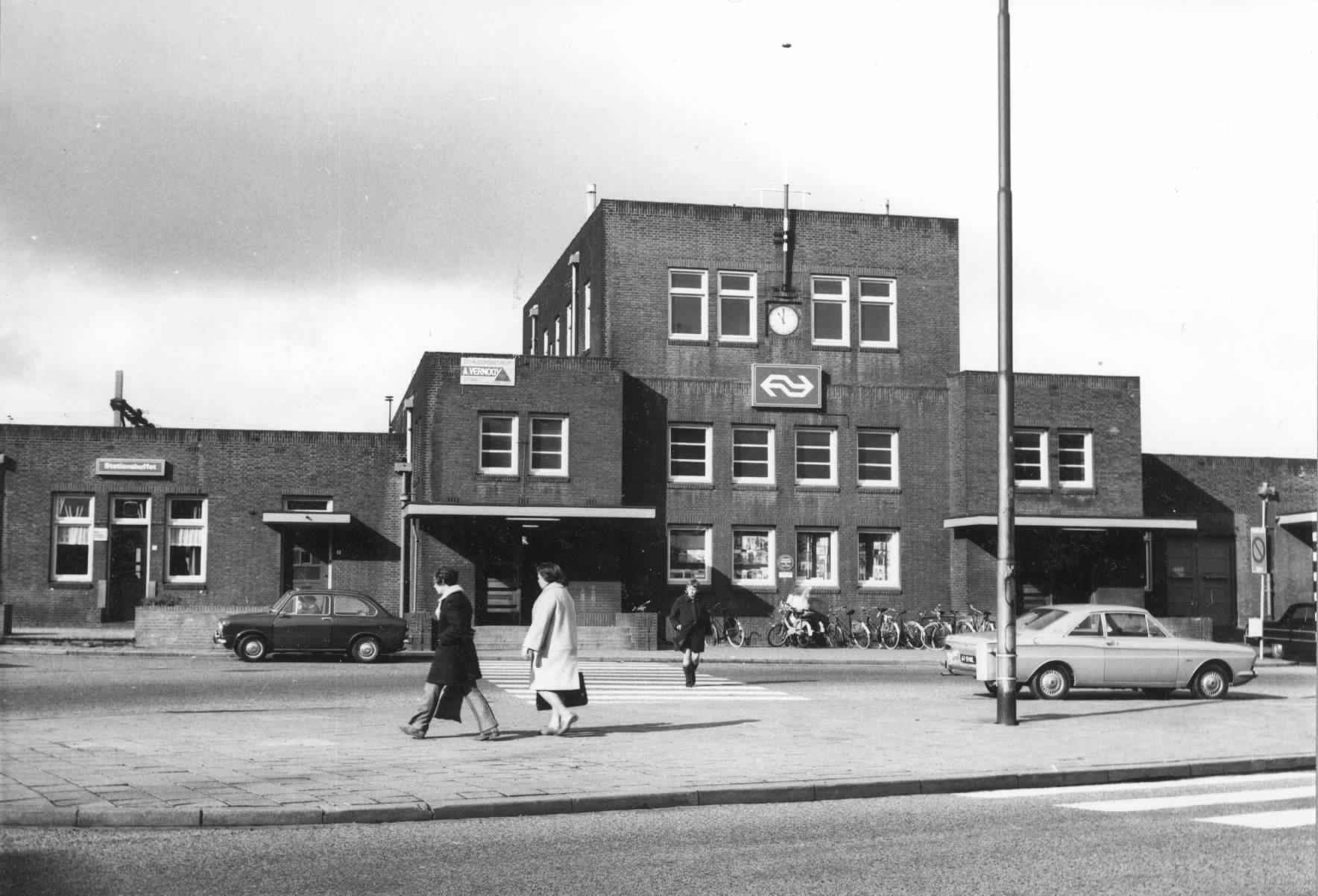
Het oude station Sittard (1923-1993) in 1970.

In 1865 werd het station Sittard geopend aan de spoorlijn Maastricht - Venlo. Sinds 1896 heeft Sittard ook een spoorverbinding met Heerlen. Het oorspronkelijke stationsgebouw uit 1865 werd in 1923 vervangen door een nieuw gebouw. Dit station werd in 1993 door nieuwbouw vervangen.
Sittard vormt een relatief belangrijke schakel in het spoorwegnet in Limburg. Op dit station werd de intercitylijn uit Alkmaar tot 2013 gesplitst in een deel naar Maastricht en een deel naar Heerlen. Roermond, dat ook door deze intercitylijn wordt aangedaan, Heerlen, Maastricht en Kerkrade zijn daarnaast ook per stoptrein te bereiken. Vanaf 2013 rijden de intercity's naar Heerlen en Maastricht overdag gescheiden van elkaar. Hiermee ontstaat tussen Sittard en station Amsterdam Centraal viermaal per uur een snelle verbinding via station Eindhoven Centraal en station Utrecht Centraal.
De wijk Ophoven had vroeger een eigen stopplaats aan de spoorlijn Sittard - Herzogenrath: stopplaats Ophoven. Deze is in 1934 gesloten. Voorts is er sinds 1931 ook nog de goederenspoorlijn Sittard – Born naar de havens van Born.
Tussen 1923 en 1949 reden er elektrische trams van de Limburgsche Tramweg-Maatschappij van Sittard via Hoensbroek naar Heerlen.

## Economie
Sittard is vanouds van belang geweest als onderwijs- en dienstencentrum en als vestigingsplaats van kloosters en bijbehorende zorginstellingen. In 1912 vestigde zich de Coöperatieve Melkinrichting Sint-Rosa te Sittard, waar onder meer ook kaas en consumptie-ijs werd bereid. Deze fabriek vormde een van de kernen voor het fusiebedrijf Sibema, dat later via diverse fusies en schaalvergrotingen zou opgaan in FrieslandCampina, waarbij in 1987 de zuivelfabriek Sint-Rosa voorgoed werd gesloten.
Sittard heeft enkele steenfabrieken gekend, zoals de N.V. Sittardsche Steenfabriek, en de Steenfabriek Sint-Rosa, in 1983 na stillegging openbaar verkocht.
De in de eerste decennia van de 20e eeuw in productie gekomen steenkoolmijnen, met name de nabijgelegen Staatsmijn Maurits, en de bijbehorende steenkoolverwerkende- en chemiebedrijven in Geleen, zorgden ook in Sittard voor een toename van de bevolking.
Na de Tweede Wereldoorlog vestigde Philips (1946) zich ten noorden van Sittard met een beeldbuizenfabriek, en deze vormde de kern voor het grote bedrijventerrein Industriepark Noord. Na 1975 verminderde de werkgelegenheid van Philips snel, en in 2009 eindigden de activiteiten voorgoed. Op het industriepark verschenen echter tal van nieuwe bedrijven.
In 1962 werd het bedrijventerrein Handelscentrum Bergerweg opgericht, dat voornamelijk detailhandel, kleine bedrijven en kantoren omvat.
In Sittard bevond zich vanaf 1991 een kantoor van het uit de mijnbouw voortgekomen DSM, die in 2020 gesloten werd. Het overgebleven personeel werd verplaatst naar het toenmalige hoofdkantoor te Heerlen. In juli 2021 maakte DSM bekend dat het internationale hoofdkantoor eind 2023 werd verplaatst van Heerlen naar Maastricht. In de twee Sittardse DSM-torens is nu PIT! gevestigd. Het gebouw heeft een multifunctionele functie voor met name kantoren. Dit is gelegen in het Kantorenpark Sittard, dat is gesitueerd nabij het station, op het terrein van een voormalige steenfabriek. In 2006 opende het Saoedische concern SABIC, dat de petrochemie van DSM had overgenomen, een nieuw Europees hoofdkantoor. Dit bevindt zich op het bedrijventerrein BedrijvenStad Fortuna.
De binnenstad van Sittard vormt een regionaal koopcentrum.

## Onderwijs
Sittard is vanouds een centrum van spiritualiteit en onderwijs. Er hebben zich in het verleden tal van religieuze instellingen gevestigd, naast een kapittel ook vele kloosters en moederhuizen. Middelbaar onderwijs werd en wordt onder meer gegeven door jezuïeten en franciscanen, hoger onderwijs door dominicanen en ursulinen. De Trevianum Scholengroep, voortgekomen uit een fusie van twee havo/vwo-scholen - het Bisschoppelijk College en het Serviam Lyceum -, is een van de grootste middelbare scholen van Nederland.
Op hbo-niveau is Sittard een kleine studentenstad. Zuyd Hogeschool heeft hier een afdeling HEAO en een faculteit Gedrag en Maatschappij. Daarnaast is er in Sittard een grote lerarenopleiding gevestigd van Fontys Hogescholen. Deze hogeschool herbergt in Sittard ook een Centrum voor Theologie en Pastoraat, gelieerd aan een HBO-opleiding Theologie en Levensbeschouwing. Fontys Hogescholen, Zuyd Hogeschool en gemeente Sittard-Geleen organiseren sinds enkele jaren de Studentenintroductie Sittard-Geleen.

## Cultuur
De stad Sittard en de gemeente kennen diverse culturele voorzieningen. Te noemen zijn onder meer de Stadsschouwburg en Cultureel Centrum Sittard-Geleen (aan de Rijksweg Zuid), Museum De Domijnen (voor hedendaagse kunst, stedelijke historie en archeologie), de Stichting Historie Sittard-Geleen, de Stichting Jacob Kitzraedt voor monumentenzorg, en het Stadsarchief Sittard-Geleen (aan de Kasteelhof te Born).

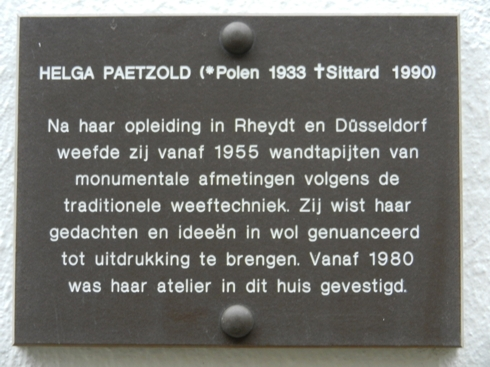
Gevelsteen Begijnenhofstraat 7

### Kleinkunst en muziek
Sittard heeft een aantal opmerkelijke kleinkunstenaars voortgebracht. De beroemdste was Toon Hermans, cabaretier, tekstschrijver, liedjeszanger, dichter. Zeer grote regionale en ook nationale bekendheid verwierven in de jaren vijftig en zestig voorts de liedjeszangers Jo Erens en Frits Rademacher. In de jaren tachtig werd zanger/gitarist René Shuman bekend, geboren in Geleen, woonachtig in Sittard. Vanaf 2003 treedt hij op onder de naam Shuman & Angel-Eye. Zij treden met hun rock-'n-roll-band nog steeds op in Nederland en België. Ook kent Sittard verschillende koren en muziekverenigingen, waarvan de Philharmonie en Harmonie St. Joseph, beide gevestigd in de binnenstad, de grootste zijn.

### Kunstenaars
De weefkunstenares Helga Paetzold woonde vele jaren in Sittard.

## Wijken en buurten

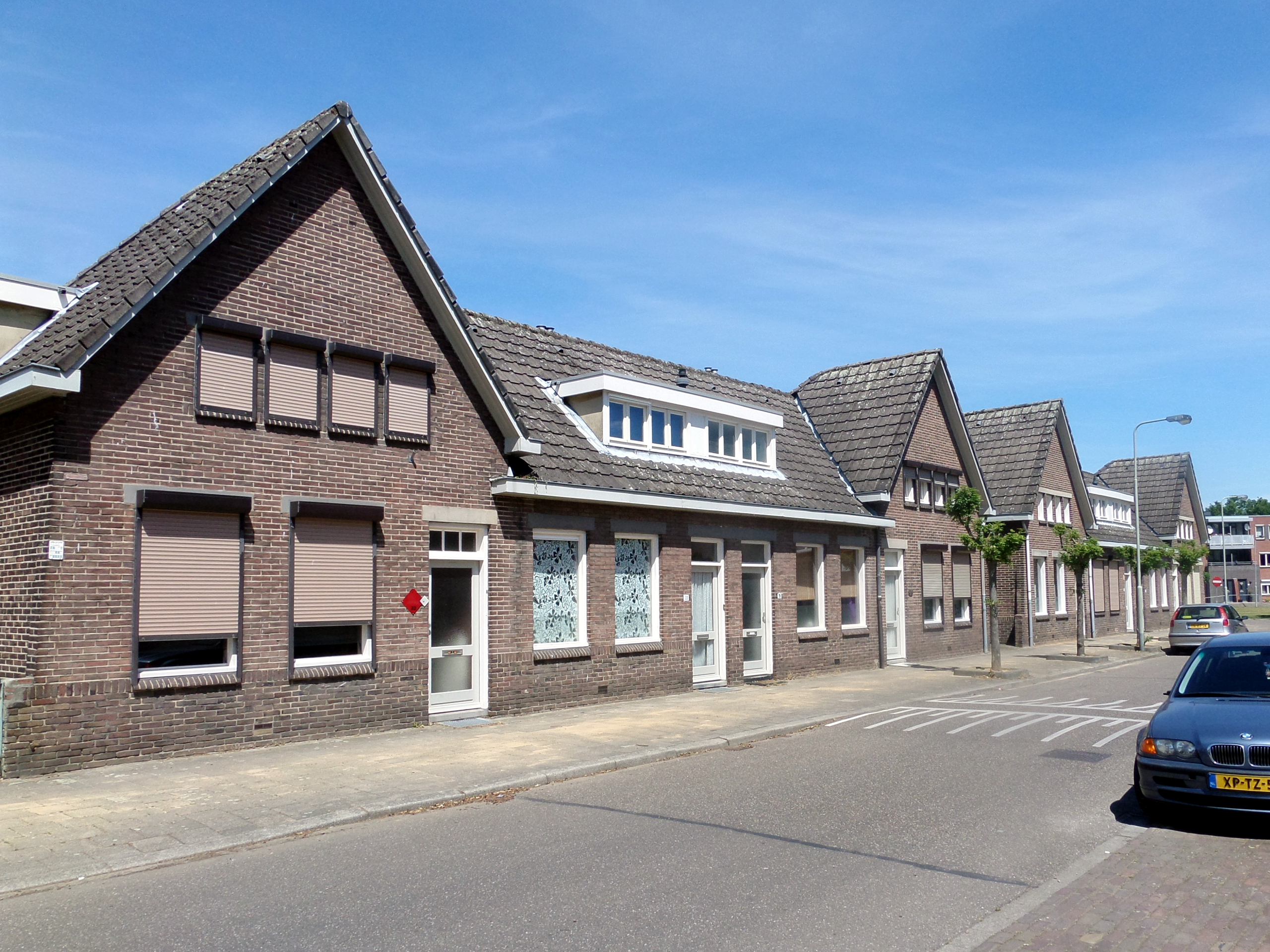
Voormalige mijnwerkerswoningen in de wijk Sanderbout

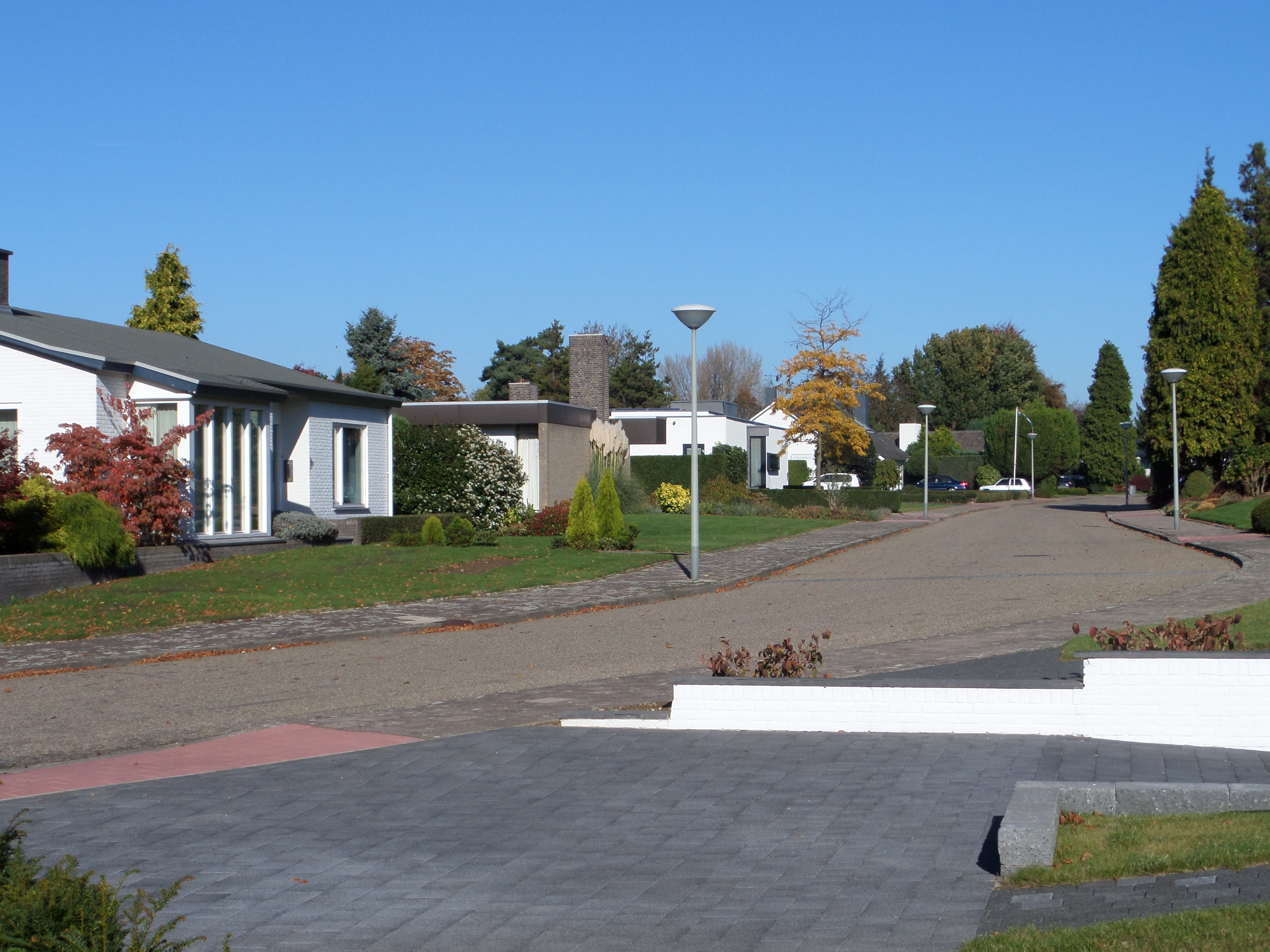
Villawijk "De Kollenberg"

De bebouwing van Sittard concentreerde zich tot de 19e eeuw nog vooral binnen de middeleeuwse stadsomwalling. Daarbuiten, op het toenmalige platteland, lagen langs de uitvalswegen de buurtschappen Ophoven, Overhoven, Leyenbroek, Stadbroek en de Voorstad. Broeksittard was een zelfstandige gemeente. Met het vervallen van de defensieve functie van de omwalling groeide de stad in eerste instantie westwaarts richting de spoorlijn Maastricht - Venlo die in dezelfde periode werd geopend. Tussen de binnenstad en het spoorwegstation ontstond zo een bebouwingslint die vandaag de dag nog steeds goed herkenbaar is in het huidige straatbeeld.
De opkomst van de Staatsmijnen zorgde begin de 20e voor een explosieve groei van Sittard. De arbeiderswijken werden in eerste instantie als "koloniën" wat verder buiten het stadscentrum gebouwd, dichter bij de industrie en infrastructuur. Er kwamen woningcomplexen in Ophoven, Overhoven en Stadbroek. Ook ontstonden er de nieuwe arbeidersdorpen Limbrichterveld en Sanderbout-Kleindorp. Rond het vanaf 1921 aangelegde stadspark ontstond een villawijk.
Na de Tweede Wereldoorlog werd de ruimte tussen de binnenstad en de omliggende kernen opgevuld met nieuwe woonwijken als de Baandert en Vrangendael. Ook de oude kernen zijn verder uitgebreid. Aan de stadsranden kwamen de industrieterreinen Bergerweg en Noord tot stand en de villawijk de Kollenberg. Diverse afleveringen van de familieserie Flodder, over een sociaal ontwricht gezin, zijn hier opgenomen. Ook na de wederopbouw bleef Sittard groeien. Zo werden in de Kemperkoul ten oosten van Sittard vanaf 1980 vier nieuwe woonbuurten aangelegd en werd de wijk Ophoven vanaf 1990 uitgebreid met de nieuwbouwprojecten Beekdal en Craaveld. De meest recente stadsuitbreiding is Hoogveld in het westen, gebouwd vanaf 2000.
In het begin van de 21e eeuw vonden er in Sittard meerdere saneringen plaats waarbij vooral veel sociale huurwoningen uit de mijnenperiode zijn gesloopt. De voormalige mijnwerkersbuurten Stadbroek-West en Thienbunder hebben zo plaatsgemaakt voor nieuwe, moderne woonbuurten (respectievelijk Molenbeek en Tuin van Gulik). Enkel de meest karakteristieke woningen zijn bewaard gebleven en in enkele gevallen slechts de gevels, zoals in de "Spoorkolonie" in Limbrichterveld, waarachter volledig nieuwe huurwoningen zijn gebouwd zonder het aanzicht te veranderen.

### Wijkindeling
Sittard is onderverdeeld in twee stadsdelen die bestaan uit vijftien wijken. Een aantal wijken is weer verder onderverdeeld in buurten.
| Wijk                                   | Buurt                                                                                          | Inwoners |
| -------------------------------------- | ---------------------------------------------------------------------------------------------- | -------- |
| Centrum                                |                                                                                                | 2730     |
| Industrieterrein Bergerweg-Rosengarten | BedrijvenStad Fortuna Handelscentrum Bergerweg Kantorenpark Sittard Rosengarten (gedeeltelijk) | 170      |
| Kollenberg-Park Leyenbroek             | Kollenberg Leyenbroek Park                                                                     | 3365     |
| Limbrichterveld                        | Limbrichterveld Hoogveld                                                                       | 5715     |
| Omgeving Watersley                     |                                                                                                | 175      |
| Ophoven                                | Ophoven Beekdal Craaveld Tuin van Gulik                                                        | 4060     |
| Sanderbout                             | Sanderbout Achtbunder                                                                          | 1800     |

| Wijk                   | Buurt                                       | Inwoners |
| ---------------------- | ------------------------------------------- | -------- |
| Baandert               |                                             | 3255     |
| Broeksittard           |                                             | 1600     |
| Industrieterrein Noord |                                             | 70       |
| Kemperkoul             | Europapark Haagsittardpark Kempehof Lahrhof | 6520     |
| Omgeving Schwienswei   |                                             | 110      |
| Overhoven              |                                             | 3425     |
| Stadbroek              | Molenbeek Stadbroek-Oost                    | 2435     |
| Vrangendael            |                                             | 1950     |

### Straten

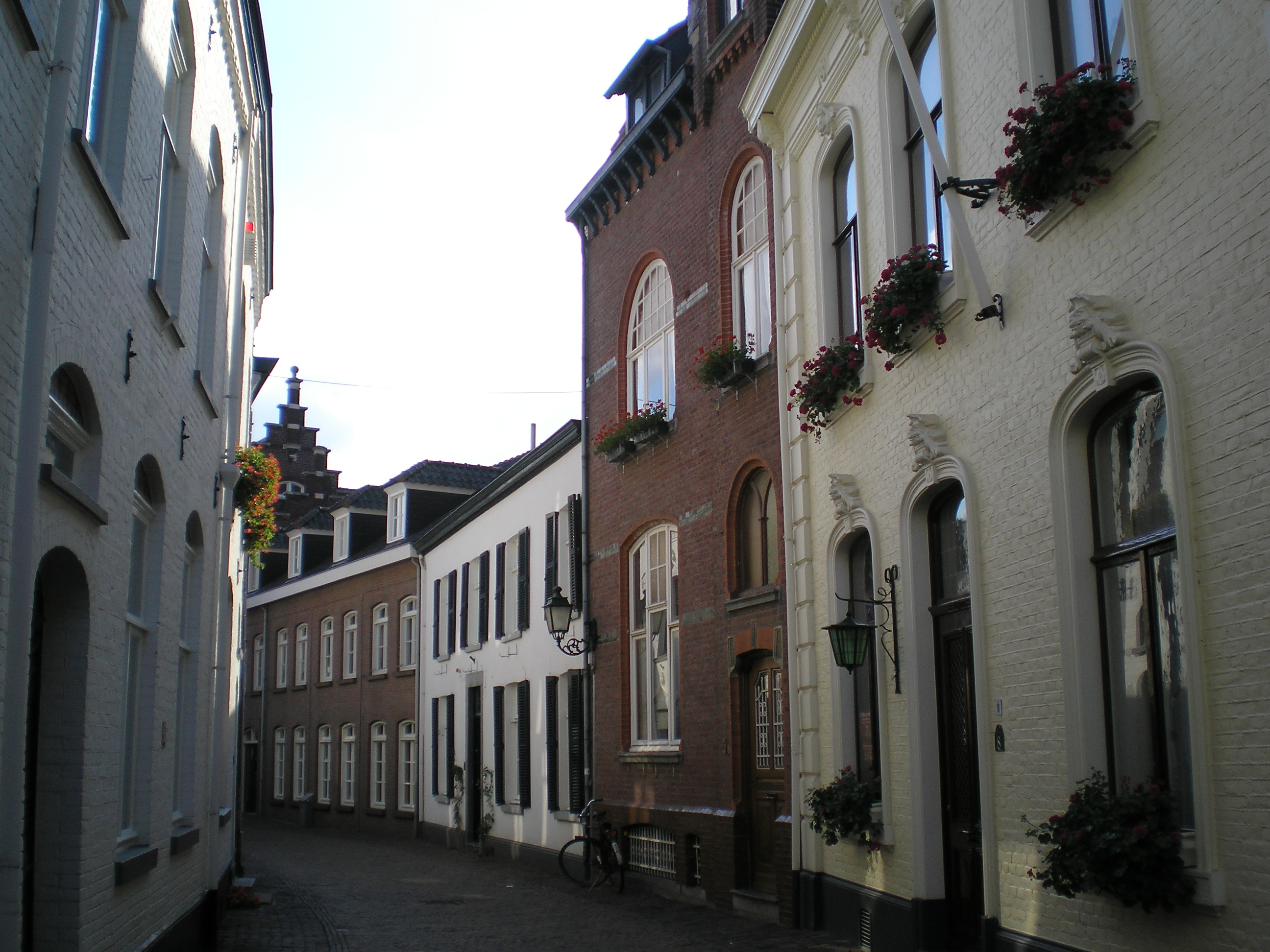
De Begijnenhofstraat

Belangrijke en/of historische (winkel)straten in Sittard zijn:
- Begijnenhofstraat
- Limbrichterstraat
- Steenweg
- Voorstad

## Recreatie

### Uitgaansleven
Het uitgaansleven is geconcentreerd rond de historische markt waar veel cafés en restaurants te vinden zijn.
Ook is er een bloeiende popcultuur, die teruggaat naar de vroege jaren zestig, het begin van Donkiesjot, een roemrucht poppodium dat tot 1987 heeft bestaan waar bands als U2, Sex Pistols en Simple Minds optraden. In 1989 werd het opgevolgd door poppodium Fenix, dat in april 2013 zijn deuren sloot en op 14 maart 2014 heropende onder de naam Volt.

### Verenigingsleven
Een van de bekendste en oudste verenigingen van Sittard is Carnavalsvereniging De Marotte, opgericht in 1881. Daarnaast zijn er nog tal van andere verenigingen actief, zoals de Philharmonie Sittard (1887), Harmonie Sint Joseph (1899), Sittards Mannenkoor SI-TARD (1897), Club Wo-Van (1921), Scouting Sint Jozef (1932), Scouting Don Bosco (1957), Aafsjlaag Zitterd (jongerenkapel), Klup Kump Gout (carnavalsvereniging) (2004), De Pupkes (carnavalsvereniging) (2017), Convent van Neit Prinse (carnavalsvereniging) (1988) SV de FONSS (studentenvereniging) (1993), CV 'n Bietje Wiejer (2013), Hou op die Kis (kapel), 't Trumke en 't Tröötje (kapel, 1974) en de stichting Optoch Kommitee Zitterd (carnaval, 1963).

### Sport
Sittard heeft de volgende bekende sportverenigingen:
- Fortuna Sittard, voetbalclub
- Bumpers, basketbalvereniging
- Sittardia en Limburg Lions, handbalclubs
- Hellas-Glana, zwemvereniging

In Sittard is ook Sportzone Limburg gevestigd, waar verschillende sportaccommodaties van topsport tot recreatieve sport worden uitgeoefend. 
Bekende sporters zijn onder meer de wielrenner Jan Nolten, de voetballer Willy Dullens, de bokser Arnold Vanderlyde en de polsstokhoogspringer Rens Blom.

### Kinderen
- Zorgboerderij "Ophovenerhof" is een klein gemengd bedrijf waar mensen met een verstandelijke en/of lichamelijke beperking op een milieuvriendelijke manier werk verrichten.
- Ontdekhoek Sittard. Op deze grote kinderwerkplaats kunnen kinderen zelf met verschillende technieken aan de slag gaan.
- Nabij het voetbalstadion van Fortuna Sittard ligt de indoorspeeltuin Ballorig. Op het industrieterrein Sittard-Noord ligt nog een indoorspeeltuin, Darteldome.
- In de wijk AchtBunder bevindt zich sinds 1953 de speeltuin Thienbunder.

## Geboren in Sittard
De volgende bekende personen met een Wikipedia-artikel zijn geboren in Sittard:
- Felix Rutten (1882-1971), schrijver en dichter
- Jan Gijzels (1907-1983)
- Joseph Timmers (1907-1996)
- Frans Gijzels (1911-1977)
- Theo Gijsen (1914-1997), burgemeester
- Leo Horn (1916-1995), voetbalscheidsrechter
- Toon Hermans (1916-2000), cabaretier
- Jo Erens (1928-1955), zanger (bariton)
- Emile Mastenbroek (1930-2005)
- Frans Jacobs (1939-2024), politicus
- Eddy Beugels (1944-2018)
- Jan Wehrens (1945)
- Jo Horn (1946)
- Paul Derrez (1950)
- Jan Schrijen (1952), bioloog, onderwijsbestuurder en politicus
- Desiree Derrez (1953)
- Huub Stevens (1953)
- Raymond Corbey (1954)
- Francine Houben (1955), architecte
- Marieke Höfte (1957)
- Rineke Dijkstra (1959), fotografe
- Rosemarijn Hoefte (1959), historica en surinamiste
- Wim Hof (1959), "The Iceman", vestiger van kouderecords
- Berry van Rijswijk (1960)
- Eric Balemans (1961-2021)
- Wil Boessen (1964), voetballer
- Jelle Paulusma (1965), singer-songwriter en multi-instrumentalist
- Yvo Joordens (1968)
- Danny Nelissen (1970), wielrenner en sportcommentator
- Liselot Thomassen (1970)
- Novastar (Joost Zweegers) (1971)
- Mario Jacobs (1972), politicus
- Joke Janssen (1974), schrijfster
- Ingrid Schäfer-Poels (1976-2025), politiechef
- Martijn van Helvert, CDA-politicus en bestuurder
- Margriet Sjoerdsma (1983), jazzzangeres
- Xander van Vledder (1985)
- Maarten van Gaans (1988), D66 politicus
- Sanne Vaassen (1991)
- Raoul Steffani (1992)
- Demi Schuurs (1993), tennisspeelster
- Floris Bosma (1994), acteur en gitarist
- Nadia Coolen (1994), voetbalster
- Jay Francis (1994), komiek en mediapersoonlijkheid
- Elle Hollis (1996), zangeres

## Evenementen

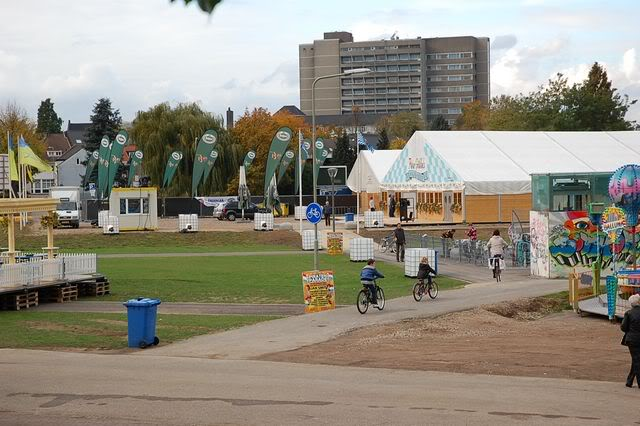
Oktoberfeest in 2009

- Kennedymars Sittard, wandeltocht van 80 km die ieder jaar op de zaterdag voor Pasen wordt georganiseerd.
- De Sint Joep-jaarmarkt, ieder jaar op 19 maart.
- Krombroodrapen
- Park Kolderiek
- St. Rosaprocessie met Sint Rosakermis (laatste zondag van augustus)
- Smartlappenfestival op de markt
- Take A Walk Rhythm & Blues Festival
- SittardKlassiek toertocht voor klassieke automobielen (eerste zondag in september)
- Alternatief Sjöttefees (eerste zondag in september)
- Oktoberfeest Sittard (tweede weekend in oktober)
- Zittesje Zeipkiste Race (vindt plaats op de Kollenberg)
- Dvers muziekfestival in het centrum van de stad waarbij de bands/artiest optreden in de verschillende horecazaken.
- Cinema in het Park openlucht bioscoopvoorstellingen
- Groove Garden (dancefestival, outdoor en indoor; outdoor vindt plaats nabij het zwembad De Nieuwe Hateboer en de indoorversie wordt gehouden op het voormalig Philipsterrein)
- Parkfestival werd sinds 1995 gehouden op 30 april (Koninginnedag) in het stadspark van Sittard.
- Wintercircus

## Filmopnames
- In 1953 zijn er opnames gemaakt op de Markt van Sittard in Hotel de Kroon voor het romantische oorlogsdrama Betrayed van regisseur Gottfried Reinhart met in de hoofdrol Clark Gable en Lana Turner.
- In 1985 zijn er opnames gemaakt voor de Nederlandse film Flodder in de wijk Kollenberg.
- In 1987 zijn er opnames gemaakt in het centrum van Sittard en het dorp Limbricht voor het programma Ontdek je plekje dat werd uitgezonden door de AVRO.
- In 2023 diende de binnenstad van Sittard als decor van de spektakel musical ‘Dagboek van een herdershond’. De registratie hiervan werd live op televisie uitgezonden.

## Omringende kernen
Tegen de klok in, beginnend in het noorden:
- aan de Nederlandse zijde:

Nieuwstadt (gemeente Echt-Susteren); Limbricht, Einighausen, Geleen (Lindenheuvel), Geleen, Munstergeleen (alle deel uitmakend van de gemeente Sittard-Geleen); Windraak (grotendeels deel uitmakend van Sittard-Geleen);
- aan de Duitse zijde:

Hillensberg, Wehr, Tudderen, Millen, alle deel uitmakend van de gemeente Selfkant.